# Gao Lin
Gao Lin (Shanghai, 14 de fevereiro de 1986) é um ex-futebolista chinês que atuava como atacante. É um dos maiores artilheiros do Guangzhou Evergrande.

## Carreira
Gao Lin começou sua carreira no futebol profissional com Shanghai Shenhua, em 2005, onde fez sua estreia na Liga em 21 de agosto de 2005, em uma vitória por 1-0 sobre o Liaoning Zhongyu de onde ele veio em um substituto para Xie Hui . Apesar de sua altura e posição capacidade foram utilizados rapidamente Gao foi incapaz de estabelecer-se como uma equipe para primeiros socorros regular dentro da equipe ao longo das estações subsequentes e, muitas vezes encontrou-se jogar nos flancos. Era apenas uma vez Xie deixou Shanghai Shenhua no final da temporada da liga 2007, antes de Gao começou a realmente se estabelecer como um membro regular da equipe em primeiro lugar, jogando como atacante mais uma vez na temporada de 2008 ele iria marcar oito gols em vinte e um jogos no campeonato para ajudar a orientar Xangai para uma posição corredores-se no fim da estação.

## Seleção Nacional
Gao começou na seleção chinesa ainda nas categorias de base, participando da Copa do Mundo Sub-20 de 2005, ajudando o time a chegar às oitavas de final. Desde então, é um dos principais atacantes na equipe principal.
Lin representou a Seleção Chinesa de Futebol nas Olimpíadas de 2008, quando atuou em casa.
Lin também representou a Seleção Chinesa de Futebol na Copa da Ásia de 2015.

## Títulos
Shanghai Shenhua
- Copa do Leste Asiático: 2007

Guangzhou Evergrande
- Super Liga Chinesa: 2011, 2012, 2013, 2014, 2015, 2016, 2017 e 2019
- China League One: 2010
- Chinese FA Cup: 2012, 2016
- Liga dos Campeões da AFC: 2013, 2015

### Individuais
- Seleção da Super Liga Chinesa: 2016, 2017